# Wjatscheslaw Leonidowitsch Truchno
Wjatscheslaw Leonidowitsch Truchno (russisch Вячеслав Леонидович Трухно; * 22. Februar 1987 in Moskau, Russische SFSR) ist ein ehemaliger russischer Eishockeyspieler, der zuletzt beim GKS Tychy in der Polska Hokej Liga unter Vertrag stand. Sein Vater Leonid war ebenfalls Eishockeyspieler.

## Karriere
Wjatscheslaw Truchno begann seine Karriere als Eishockeyspieler in der Nachwuchsabteilung des dänischen Clubs Rungsted IK, für dessen Profimannschaft er von 2002 bis 2004 gemeinsam mit seinem Vater in der AL-Bank Ligaen aktiv war und mit dem er in der Saison 2003/04 den dänischen Pokalwettbewerb gewann. Anschließend wechselte der Center in die kanadische Juniorenliga QMJHL, in der er von 2004 bis 2007 für die P.E.I. Rocket, die ihn beim CHL Import Draft 2004 in der ersten Runde an insgesamt 39. Position gezogen hatten, und die Olympiques de Gatineau auflief. In diesem Zeitraum gehörte er zu den besten Spielern der Liga und wurde 2005 zunächst in das All-Rookie Team und 2007 in das erste All-Star Team der QMJHL gewählt. Zudem wurde der Russe im NHL Entry Draft 2005 in der vierten Runde als insgesamt 120. Spieler von den Edmonton Oilers ausgewählt. Von 2007 bis 2010 kam er ausschließlich für Edmontons Farmteam, die Springfield Falcons, in der American Hockey League zum Einsatz. 
Im Juli 2010 unterschrieb Truchno einen Vertrag in seiner russischen Heimat beim HK Sibir Nowosibirsk aus der Kontinentalen Hockey-Liga, verließ den Verein jedoch ohne ein einziges Ligaspiel bestritten zu haben im September 2010. Anfang November 2010 absolvierte er ein Probetraining bei den Krefeld Pinguine in der Deutschen Eishockey Liga. Wenige Tage später unterschrieb er einen Vertrag bei den Bakersfield Condors aus der ECHL. Dort war er in der Saison 2010/11 Stammspieler und nahm am ECHL All-Star Game teil. Parallel bestritt er drei Partien als Leihspieler für das AHL-Team der Peoria Rivermen. Zur Saison 2011/12 wurde der Russe vom KHL Medveščak Zagreb aus der Österreichischen Eishockey-Liga verpflichtet.
Die Saison 2012/13 verbrachte Truchno beim Asplöven HC in der HockeyAllsvenskan und überzeugte dort mit 43 Scorerpunkten aus 50 Saisonspielen, so dass er für die folgende Spielzeit einen Vertrag beim Luleå HF aus der Svenska Hockeyligan (SHL) erhielt. Im Mai 2014 wechselte er zum Aufsteiger Djurgården Hockey, wechselte jedoch nach nur 15 Partien im Dezember 2014 zum Zweitligisten Karlskrona HK und stieg mit der Mannschaft im Anschluss an die Saison 2014/15 in die SHL auf. 2016 wechselte er zum HC 05 Banská Bystrica, mit dem er 2017 slowakischer Meister wurde. Trotz dieses Erfolges verließ er den Klub und spielte in schneller Folge für den Lørenskog IK in Norwegen, für die Nippon Paper Cranes in der Asia League Ice Hockey und Olimp Riga in Lettland. Im Januar 2020 schloss er sich dem GKS Tychy an. Nachdem er mit den Schlesiern am Saisonende polnischer Meister geworden war, beendete er seine Karriere.

### International
Für Russland nahm Truchno an der U18-Junioren-Weltmeisterschaft 2005 teil. Bei dieser gab er in sechs Spielen eine Torvorlage und erhielt sechs Strafminuten.

## Erfolge und Auszeichnungen
- 2004 Dänischer Pokalsieger mit dem Rungsted IK
- 2005 QMJHL All-Rookie Team
- 2007 QMJHL First All-Star Team
- 2011 ECHL All-Star Game
- 2015 Aufstieg in die Svenska Hockeyligan mit dem Karlskrona HK
- 2017 Slowakischer Meister mit dem HC 05 Banská Bystrica
- 2020 Polnischer Meister mit dem GKS Tychy

## AHL-Statistik
(Stand: Ende der Saison 2010/11)